# Třída Casa Grande
Třída Casa Grande byly výsadkové dokové lodě amerického námořnictva z období druhé světové války. Celkem do služby bylo nasazeno 17 lodí této třídy. Zahraničními uživateli třídy se staly Spojené království, Francie, Španělsko, Řecko a Čínská republika.

## Stavba
Původně bylo objednáno 19 jednotek této třídy, dokončeno jich nakonec bylo 17, přičemž stavba jedné byla zrušena a další byla dokončena v podobě výsadkové lodě pro vozidla. Třídu postavily loděnice Newport News Shipbuilding & Dry Dock Co. v Newport News,  	Boston Navy Yard v Bostonu, Gulf Shipbuilding Corp. v Chickasaw a Philadelphia Naval Ship Yard ve Filadelfii.  
Jednotky třídy Casa Grande:
| Jméno                       | Zahájení stavby    | Spuštěna na vodu   | Vstup do služby   | Status |
| --------------------------- | ------------------ | ------------------ | ----------------- | --- |
| USS Casa Grande (LSD-13)    | 11. listopadu 1943 | 11. dubna 1944     | 5. června 1944    | vyřazena |
| USS Rushmore (LSD-14)       | 31. prosince 1943  | 10. května 1944    | 3. července 1944  | vyřazena |
| USS Shadwell (LSD-15)       | 17. ledna 1944     | 24. května 1944    | 24. července 1944 | vyřazena |
| USS Cabildo (LSD-16)        | 24. července 1944  | 28. prosince 1944  | 15. března 1945   | vyřazena |
| USS Catamount (LSD-17)      | 7. srpna 1944      | 27. ledna 1945     | 9. dubna 1945     | vyřazena |
| USS Colonial (LSD-18)       | 1. srpna 1944      | 28. února 1945     | 15. května 1945   | vyřazena |
| USS Comstock (LSD-19)       | 3. ledna 1945      | 28. dubna 1945     | 2. července 1945  | vyřazena, 9. února 1986 převedena Čínské republice jako Chung Cheng (LSD-191)                                             |
| USS Donner (LSD-20)         | 1. prosince 1944   | 6. dubna 1945      | 31. července 1945 | vyřazena |
| USS Fort Mandan (LSD-21)    | 2. ledna 1945      | 2. června 1945     | 31. října 1945    | vyřazena 1971, 23. ledna 1971 převedena Řecku jako Nafkratousa (L153), vyřazena 2000                                      |
| USS Fort Marion (LSD-22)    | 15. září 1944      | 22. května 1945    | 29. ledna 1946    | vyřazena, 15. dubna 1977 převedena Čínské republice jako Chen Hai (LSD-192), vyřazena                                     |
| USS Fort Snelling (LSD-23)  | 8. listopadu 1944  | –                  | –                 | stavba zrušena, dokončena jako výsadková loď pro vozidla USNS Taurus (T-AK-273)                                           |
| USS Point Defiance (LSD-24) | 28. května 1945    | –                  | –                 | stavba zrušena několik měsíců po založení kýlu                                                                            |
| USS San Marcos (LSD-25)     | 1. září 1944       | 10. ledna 1945     | 15. dubna 1945    | vyřazena 1971, dne 1. července 1971 převedena Španělsku jako Galicia (L31), vyřazena                                      |
| USS Tortuga (LSD-26)        | 16. října 1944     | 21. ledna 1945     | 8. června 1945    | vyřazena |
| USS Whetstone (LSD-27)      | 7. dubna 1945      | 18. července 1945  | 12. února 1946    | vyřazena |
| HMS Eastway (F140)          | 23. listopadu 1942 | 21. května 1943    | 14. září 1943     | vyřazena 1946 |
| HMS Highway (F 141)         | 23. listopadu 1942 | 19. července 1943  | 19. října 1943    | vyřazena 1946, prodána do civilního sektoru                                                                               |
| HMS Northway (F142)         | 24. května 1943    | 18. listopadu 1943 | 15. února 1944    | vrácena USA, prodána do civilního sektoru                                                                                 |
| HMS Oceanway (F143)         | 23. července 1943  | 29. prosince 1943  | 29. března 1944   | roku 1947 zapůjčena Řecku jako Okeanos, 1952 vrácena do USA a zapůjčena a později odkoupena Francií jako Foudre, vyřazena |

## Konstrukce

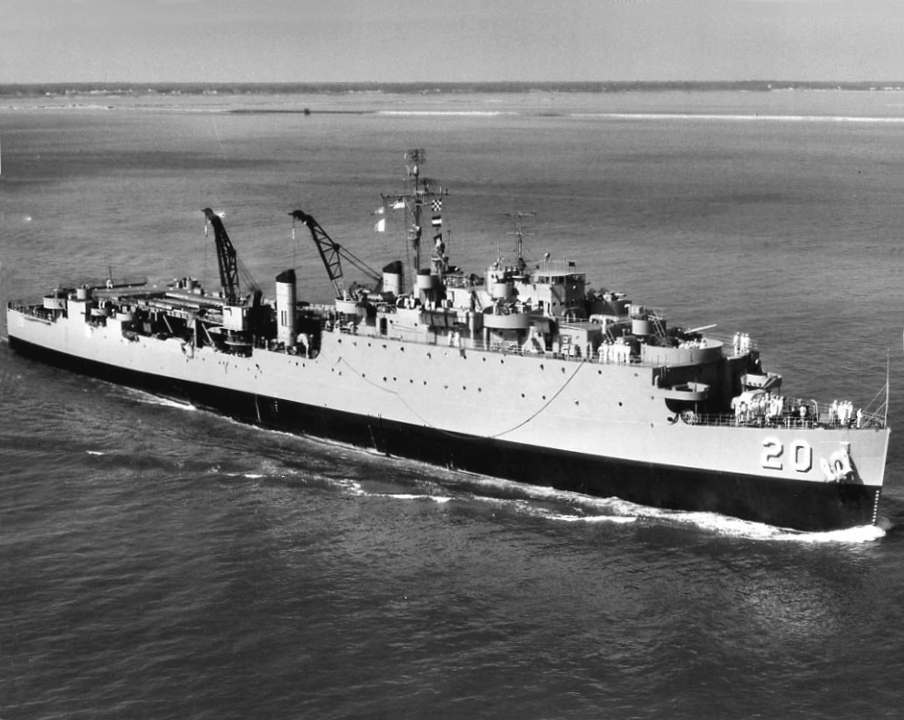
USS Donner (LSD-20)

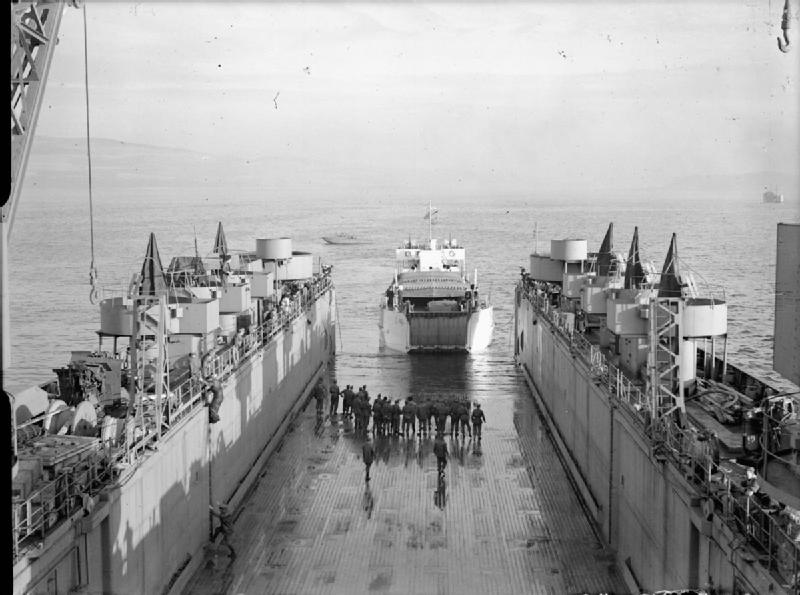
Výsadková doková loď HMS Eastway (F140) a vyloďovací člun pro tanky LCT-466

Pohonný systém tvořily dva kotle a dvě turbíny, roztáčející dva lodní šrouby. Nejvyšší rychlost dosahovala 15,5 uzlu. Dosah byl 7 400 námořních mil při rychlosti 15 uzlů.